# Myrmarachne roeweri
Myrmarachne roeweri là một loài nhện trong họ Salticidae.
Loài này thuộc chi Myrmarachne. Myrmarachne roeweri được Eduard Reimoser miêu tả năm 1934.